# Psephactus scabripennis
Psephactus scabripennis är en skalbaggsart. Psephactus scabripennis ingår i släktet Psephactus och familjen långhorningar.

## Underarter
Arten delas in i följande underarter:
- P. s. scabripennis
- P. s. chichijimensis